# Манаев, Фёдор Порфирьевич
Фёдор Порфи́рьевич Мана́ев (1857 или 1860, Павловский Посад, Московская губерния — 7 июля 1919) — русский купец второй гильдии и меценат, потомственный почётный гражданин, городской староста Павловского Посада (1898—1900).
Был пожизненным членом общества восстановления православного христианства на Кавказе, членом-соревнователем попечительства императрицы Марии Александровны о слепых, членом Московского общества покровительства беспризорным и освобождённым из мест заключения несовершеннолетним, членом Ольгинского благотворительного общества, местного общества хоругвеносцев и Богородского отдела Кирилло-Мефодневского братства.

## Биография
Фёдор Манаев родился в 1857 году (по другим данным — в 1860 году) в Павловском Посаде.
В списке купцов Павловского Посада за 1893 год Ф. П. Манаев числится купцом второй гильдии, здесь же указаны его жена Ольга Андреева и их дети: 5-летний Фёдор, 3-летний Сергей. Манаев стал купцом втором гильдии по указу от 31 июля 1891 года.
В феврале 1896 года Ф. П. Манаев представил в Московский совет детских приютов заявление о своём желании стать членом Ведомства в качестве почётного старшины и оказывать финансовую помощь детским домам. Не исключено, что на решение Манаева повлиял пример главы города Павловского Посада Григория Алексеевича Краснова, который был почётным старшиной Московского совета детских приютов. Г. А. Краснов представлял в Москву список нового мецената:
Почетный старшина приютов второй гильдии купец Федор Порфирьевич Манаев не состоял и не состоит ни под судом, ни под каким следствием, вероисповедания православнаго и ни к каким запрещенным сектам не подлежит, никаких знаков отличия не имеет, торговой несостоятельности не подвергался, состоит пожизненным членом общества возстановления православнаго христианства на Кавказе, членом-соревнователем попечительства Императрицы Марии Александровны о слепых, членом Московскаго общества покровительства безпризорным и освобожденным из мест заключения несовершеннолетним, членом Ольгинскаго благотворительнаго общества, местнаго общества хоругвеносцев и Богородскаго отдела Кирилло-Мефодьевскаго православнаго братства.
В марте 1896 года Фёдор Порфирьевич был принят почётным старшиной Московского совета детских приютов с взносом в 100 рублей в год. Купец перечислял деньги Моссовету, но каждый день видел бедность и нищету в своём родном городе. Спустя год Ф. П. Манаев предложил Совету организовать детский дом в Павловском Посаде, нашел подходящий дом, единовременно пожертвовал крупную сумму, а спустя время взял на себя обязательство содержать приют.
Все доходы от торговли Манаев тратил на бедных. Между тем его собственные дети содержались в том же Павловском детском приюте. Председатель Московского совета детских домов обращалась к попечителям Московской коммерческого училища «с покорнейшею и убедительнейшею просьбой: не признаете ли возможным допустить в Коммерческое училище бесплатным, или в крайнем случае платным приходящим, воспитанника детскаго приюта, сына купца Федора Манаева десяти с половиной лет; отец мальчика обременен многочисленным семейством, и было бы благодеянием для семьи, если бы мальчик был помещен в училище и в будущем мог бы помогать своим».
В феврале 1898 года умер городской староста и почётный старшина приютов Григорий Алексеевич Краснов. Вскоре состоялись выборы нового городского головы. Фёдор Порфирьевич Манаев и Фёдор Онуфриевич Колчин получили одинаковое количество голосов. Собрание городских уполномоченных предоставило губернатору Москвы утверждение старосты. По решению губернатоа старостой Павловского Посада был утверждён Фёдор Порфирьевич Манаев. Находясь на посту городского старосты, продолжал заниматься различной благотворительной деятельностью. Между тем у Фёдора Манаева появилась идея — построить в городе классическую гимназию для мальчиков и серьёзное учебное заведение для девочек.
В 1898 году был назначен заведующим и попечителем детского приюта в Зуево. За работу заведующим двух училищ Манаев не получал никакой платы. В 1900 году Ф. П. Манаев был назначен директором Павловского детского приюта с разрешения императрицы императрицы Марии Федоровны и оставил должность старосты Павловского Посада.
В начале XX века городской голова Ф. П. Манаев принимал участие в строительстве храма на Павловской улице, на средства, пожертвованные П. Д. Долговым. Павловская улица некоторое время до Октябрьской революции 1917 года называлась в народе «манаевской», а выстроенная им Казанская церковь с престолом св. Петра Александрийского до сих пор носит второе народное имя — Манаевская.
В 1901 году умер богатый купец Козьма Терентьевич Солдатёнков. В своем завещании Солдатёнков оставил крупные суммы больницам, учебным заведениям и на другие благотворительные дела. Ф. П. Манаев решил обратиться к душеприказчикам усопшего с просьбой помочь делу народного просвещения на родине К. Т. Солдатёнкова. Однако из тех денег, оставленных Козьмой Терентьевичем, Павловскому Посаду ничего не досталось, а реальное училище для мальчиков и гимназия для девочек были построены лишь в более поздние годы на средства городской управы и купечества.
Ф. П. Манаев продолжал заниматься благоустройством города. Он хотел построить каменные торговые ряды, взяв за пример другие старинные русские города, и уже был подготовлен отличный проект, но он так и не был реализован. Манаев занимался детскими домами в Павловском и Никольском Посадах, увеличилось число детей под опекой, было начато целое общественное движение в помощь бедным детям и сиротам. Фёдору Порфирьевичу помогали многие павловские и никольские купцы и фабриканты, вступая в почётные старшины Ведомства учреждений императрицы Марии.
Московский совет детских приютов ходатайствовал перед московским губернатором о награждении Ф. П. Манаева: «Принимая во внимание выдающуюся многолетнюю службу по детским приютам директора Павловскаго детскаго приюта купца Федора Порфирьевича Манаева, имеем честь покорнейше просить Ваше Превосходительство, не признаете ли Вы возможным войти с представлением о Высочайшем награждении купца Манаева за его выдающиеся заслуги золотою медалью на Андреевской ленте».
22 июня 1896 года Ф. П. Манаев был «всемилостивейше награждён за усердие и особые труды по Московским детским приютам Ведомства учреждений Императрицы Марии золотой медалью для ношения на шее на Станиславской ленте», в 1897 году получил вензелевый золотой знак в честь 100-летия Ведомства учреждений императрицы Марии, медаль «В память коронации Императора Николая II». В 1898 году Фёдору Порфирьевичу был вручён серебряный знак Святой Нины, в июне 1899 года он был награждён золотой медалью на Владимирской ленте.
В мае 1902 года Фёдор Порфирьевич получил известие: «Милостивый Государь Федор Порфирьевич! Государь Император по ходатайству Московскаго Совета детских приютов Всемилостивейше соизволил пожаловать Вам за усердие и особые труды по Московским детским приютам золотую медаль для ношения на шее на Владимирской ленте. О таковом монаршем соизволении Его Величества Московский Совет детских приютов имеет честь Вас уведомить».
В марте 1905 года исполнилось десять лет службы Ф. П. Манаева по детским приютам. За всё это время купец потратил около 20 тысяч рублей на благо детских приютов. В 1910 году в деревне Щёлково (ныне город) заработал «электротеатр» Ф. П. Манаева под названием «Балаган».
Согласно данным журнала коечной больницы Павловского Посада, скончался 7 июля 1919 года, пробыв в больнице один день.